# Comuna Ohrimivți, Vinkivți
Ohrimivți (în ucraineană Охрімівці) este o comună în raionul Vinkivți, regiunea Hmelnîțkîi, Ucraina, formată din satele Ohrimivți (reședința) și Slobidka-Ohrimovețka.

## Demografie
Componența lingvistică a comunei Ohrimivți
     Ucraineană (99,69%)
     Alte limbi (0,21%)
Conform recensământului din 2001, majoritatea populației comunei Ohrimivți era vorbitoare de ucraineană (99,69%), existând în minoritate și vorbitori de alte limbi.